# Normas de El Puig
Las Normas de El Puig (en valenciano Normes del Puig), también conocidas como Normas de la RACV, son unas normas ortográficas no oficiales elaboradas en 1979 por la sección de Lengua y Literatura de la Real Academia de Cultura Valenciana (RACV) para el valenciano, construidas exclusivamente a partir de las variantes vernáculas habladas en el territorio valenciano, la cual esta misma considera como una lengua independiente del catalán. Fueron presentadas en un acto celebrado el 7 de marzo de 1981 en el Monasterio de Santa María de El Puig.

## Antecedentes
La Secció de Llengua i Lliteratura Valencianes de la RACV confeccionó una nueva codificación ortográfica para el valenciano al considerar el carácter provisional de las Normas de Castellón de 1932 y la necesidad de un modelo más próximo y fiel a la realidad lingüística del pueblo valenciano. Se partió del consenso ortográfico valenciano de 1914, los trabajos e indagaciones del juez y escritor Miquel Adlert i Noguerol y del filólogo Luis Fullana Mira. Esta nueva normativa fue ratificada el 7 de marzo de 1981 por un millar de personalidades así como por diferentes instituciones en un acto que tuvo lugar en el Monasterio de Santa María de El Puig; por eso las normas de la RACV son también conocidas como Normas de El Puig.
Ha habido diferentes versiones de las Normas, la diferencia entre las cuales reside principalmente en la acentuación. En la primera etapa (1979-1981) había tildes con un sistema diferente al de las Normas de Castellón o del IEC. Fue en la segunda etapa (1981-2003) cuando se optó por eliminarlas completamente, excepto la acentuación diacrítica. Finalmente, en julio de 2003 se reintroducen los acentos gráficos, lo que fue criticado por ser parecido a la normativa unitarista, Esta reforma ha sido vista con recelo por ciertos sectores, por el acercamiento que supone a la Academia Valenciana de la Lengua si bien las instituciones más importantes partidarias de esta normativa, como por ejemplo Lo Rat Penat, han aceptado los mencionados cambios.

## Uso
Las Normas de El Puig, en su forma primigenia, fueron usadas por el Consell del País Valencià en la etapa de Enrique Monsonís (UCD) desde junio de 1980, especialmente impulsadas por la Consejera de Educación Amparo Cabanes. Aquí es cuando se publica el Estatuto de Autonomía de la Comunidad Valenciana de 1982 con su versión en valenciano siguiendo las «Normas de El Puig» y se constituye la Generalidad Valenciana. Además, se oficializaron los títulos de valenciano expedidos por las entidades divulgadoras de esta normativa como Lo Rat Penat o el Grupo de Acción Valencianista y se introdujeron parcialmente en la educación. Con la llegada a la presidencia de la Generalidad del PSPV-PSOE en diciembre de 1982, se volvieron a emplear las Normas de Castellón (ya utilizadas en la primera etapa del Consell preautonómico), se apartó a los profesores de valenciano con formación en la normativa de la RACV y se dejaron de reconocer sus títulos. Ninguna iniciativa legislativa en favor de las Normas de El Puig volvió a prosperar hasta 2015, cuando la RACV fue reconocida legalmente como divulgadora y defensora de la lengua valenciana, junto a Lo Rat Penat. Esta ley fue aprobada en el ocaso del gobierno del Partido Popular y fue derogada en 2016 por una mayoría parlamentaria distinta.
Las Normas de Castellón son la base de la normativa de la Academia Valenciana de la Lengua (AVL) creada en 1998 como la institución normativa del idioma valenciano. Los organismos oficiales de la Comunidad Valenciana (incluyendo ayuntamientos y la propia Generalidad Valenciana), así como las universidades, la mayoría de editoriales y otros organismos culturares, utilizan siempre en sus escritos las Normas de Castellón, unitaristas respecto con el catalán. Los pocos intentos de utilización de otra normativa que no fuese la de Castellón por parte de ayuntamientos fueron abortados por el Tribunal Supremo a partir de la Sentencia de Benifayó.
El uso de las Normas de El Puig ha sido menor que el de la normativa oficial, aunque algunos organismos culturales, como la Junta Central Fallera, han utilizado las Normas de El Puig (entre los años 1992 y 1998). Durante sus primeros 25 años de vida (1979-2004), se publicaron 656 publicaciones siguiendo estas normas, algunas de las cuales nunca se registraron con código ISBN. La etapa con mayor número de obras publicadas con la normativa de El Puig coincide con la que Unión Valenciana fue socio del Partido Popular en diferentes gobiernos valencianos. En 2004, la producción en Normas de El Puig era el doble que la de lenguas minoritarias como el aranés o aragonés, si bien se situaba a niveles inferiores a la mitad de la producción si se le comparaba con la lengua asturiana. Varias entidades se han dedicado a impartir formación de valenciano siguiendo esta normativa como Lo Rat Penat. Hoy en día, distintas editoriales y asociaciones culturales como Lo Rat Penat y la Real Academia de Cultura Valenciana (RACV) siguen usando y promoviendo las Normas de El Puig en sus publicaciones. Asimismo, existe en internet una enciclopedia creada por voluntarios y que utiliza el software Mediawiki, llamada L'Enciclopèdia en valencià, que fue creada en diciembre de 2007 y es escrita en las Normas de El Puig.

## Principales características de la ortografía de las Normas de El Puig
Las principales diferencias ortográficas entre las Normas de El Puig y las Normas de Castellón son:

### El alfabeto
El alfabeto valenciano según las Normas de El Puig se compone de 26 letras simples. Además, existe la variación de la cedilla.
- Respecto a las letras F, L, M, N, R y S, la forma ef, el, em, en, er, es se prefiere por la RACV por ser el nombre tradicional valenciano para estas letras además de coincidir con su nombre en latín. Igualmente, se admite efe, ele, eme, ene, erre, esse, presentes en la lengua oral aunque por influencia del castellano. Las formas efa, ela, ema, ena, essa, erra, essa no se admiten por considerarse una adaptación de las formas castellanas a la fonética del catalán oriental.

| Letra | Letra | Nombre en las Normas de El Puig (RACV) | Nombre en las Normas de El Puig (RACV) | Nombre según la AVL |
| Letra | Letra | Preferido                              | No preferido                           | Nombre según la AVL |
| ----- | ----- | -------------------------------------- | -------------------------------------- | ------------------- |
| Ç     | ç     | cedeta ce trencada                     |                                        | ce trencada         |
| F     | f     | ef efe                                 |                                        | efe, efa ef         |
| H     | h     | hac                                    | haig                                   | hac                 |
| K     | k     | ka                                     |                                        | ca                  |
| L     | l     | el ele                                 |                                        | ele, ela el         |
| M     | m     | em eme                                 |                                        | eme, ema em         |
| N     | n     | en ene                                 |                                        | ene, ena en         |
| R     | r     | er erre                                |                                        | erre, erra er       |
| S     | s     | es esse                                |                                        | esse, essa es       |
| X     | x     | eix xe                                 | equis                                  | ics, xeix           |

- Mantenimiento parcial del uso de la i griega de la ortografía clásica y tradicional hasta principios del siglo XX, representando el fonema /j/ con y (como en yayo), salvo en la vocal final de diptongo donde se representa con i (como en rei). Las Normas de Castellón representan el fonema /j/  con i (como en iaio), salvo en ciertas palabras escritas con j al seguir la fonética del catalán oriental que pronuncia /dʒ/ en estos casos (como en projecte, jo, ja, pronunciadas como jove, gent); aunque en algunos casos la AVL también añade la pronunciación /j/ (como en jo, ja).

- Normas de El  Puig: yo, ya, proyecte, epopeya, yaya, joya, Alboraya, pero rei, comboi, salvo topónimos por tradición Alcoy, Llombay.
- Normas de Castellón: jo, ja, projecte, pero epopeia, iaia, joia, Alboraia, rei, comboi, Alcoi, Llombai.

- El uso de la h muda, la distinción c-q (cuina, quatre) y la distinción b-v (cavall, biga), es también similar en ambas ortografías.

- Las Normas de El Puig mantienen en la escritura la -d- intervocálica en palabras como vesprada, mocador, acabades, aunque propugnan su no pronunciación en todo momento, según ocurre en todo el valenciano (/vesprà/, /mokaor/), excepto parte del Maestrazgo y algunos puntos del Marquesado de Denia y la Marina. Ciertos sectores más radicales defienden directamente la no escritura de dicha d (vesprà, mocaor, acabaes), pero esto no ha sido aceptado de momento por la Real Academia de Cultura Valenciana.

- Mantenimiento, según la ortografía tradicional hasta principios del siglo XX y la pronunciación valenciana, de las oclusivas finales /t/, /k/, /p/ representadas siempre por t, c, p. No se aplica la distinción moderna entre t-d; c-g; p-b respectivamente, que no se refleja en el idioma hablado, adoptada por razones etimológicas por Pompeu Fabra y las Normas de Castellón solo para el idioma escrito:

Sonido /t/ en ambos casos:
- Normas de El Puig: pot, buit, salut, nebot, fret, vert, Davit, Madrit, Bellreguart.
- Normas de Castellón: pot, buit, salut, nebot, pero fred, verd, David, Madrid, Bellreguard.

Sonido /p/ en ambos casos:
- Normas de El Puig: cap, llop, sap, rep, colp, serp, camp, aljup, Alfarp, verp, àrap.
- Normas de Castellón: cap, llop, sap, rep, colp, serp, camp, pero aljub, Alfarb, verb, àrab.

Sonido /k/ en ambos casos:
- Normas de El Puig: amic, dic, sec, prec, groc, foc, fanc, sanc, amarc, pròlec, castic. Se mantiene el antiguo dígrafo ch, pronunciado /k/, con el que se escribían hasta el siglo XX dichas palabras (prech, foch, fanch, sanch, etc.) sólo para apellidos y toponimia, por tradición (por tanto, Albuixech, Benlloch, Alfinach, Torre d'En Doménech, March, Bosch, Alborch, Albiach).
- Normas de Castellón: amic, dic, sec, prec, groc, foc, pero fang, amarg, pròleg, càstig (o castic). Se elimina el antiguo dígrafo ch también en la toponimia (Albuixec, Bell-lloc, Alfinac, Torre d'En Doménec) y tendiéndose a eliminar, aunque sigue siendo tolerado, en los apellidos.

### Los dígrafos
El valenciano posee los dígrafos que combinan dos letras que representan un mismo sonido. 
| Dígrafo | Nombre                |
| ch      | che, ce hac           |
| gu      | ge u                  |
| ig      | ig                    |
| ll      | ell, elle, doble el   |
| ny      | eny, enye, en i grega |
| qu      | cu u                  |
| rr      | doble er, doble erre  |
| ss      | doble es, doble esse  |

- Se mantiene el dígrafo ch, que ya aparece en la época clásica, en todos los casos en que se pronuncia la palatal africada sorda /tʃ/ (presente en todos los dialectos valencianos). Se hace una distinción gráfica entre la /tʃ/ grafiada con ch (chocolate) y la grafía x que solo representa los fonemas /ʃ/ (eixir) y /ks/ (excursió). En cambio, las Normas de Castellón optan por emplear también la x para representar el sonido africado sordo /tʃ/, más el dígrafo tx.

A principio de palabra:
- Normas de El Puig: Xàtiva, Xeresa, xarop, xaloc, xenofòbia, pronunciadas con /ʃ/, pero chiquet, chulla, charrar, Chirivella, checoslovac, Chechènia, pronunciadas con /tʃ/.
- Normas de Castellón: la x inicial es pronunciada, por defecto, /tʃ/, como en xiquet, xoc, xulla, xarrar, Xirivella, pero se mantiene la pronunciación fricativa /ʃ/ en helenismos y arabismos, incluyendo topónimos recibidos a través del árabe: Xàtiva, Xeresa, xarop, xaloc, xenofòbia. En el resto de palabras, en cambio, el sonido /tʃ/ inicial se representa con tx: txecoslovac, Txetxènia.

En mitad de palabra:
- Normas de El Puig: caixa, patixes, meréixer, pronunciadas con /ʃ/, pero pancha, archiu, coche, brocha, cliché, naucher pronunciadas todas con /tʃ/.
- Normas de Castellón: caixa, patixes, meréixer, pronunciadas con /ʃ/, y cotxe, brotxa, pronunciadas con /tʃ/. Tras consonante, y debido a que el sonido /ʃ/ no existe en esta posición, se opta por representar /tʃ/ mediante x: panxa, arxiu.

En posición final de palabra, según las Normas de El Puig se grafía ig en todos los casos sin alternar ig, tx, x.
A final de palabra:
- Normas de El Puig: Puig, maig, mig, despaig, Elig, Barig, pronunciadas todas con /tʃ/.
- Normas de Castellón: Puig, maig, mig, pero despatx, Elx, Barx.

- La ortografía de la s sorda /s/ (s, ss, c, ç según etimología) y la s sonora /z/ (s, z según etimología) es similar en ambas ortografías, con algunas particularidades:

- Las Normas de El Puig mantienen, como en las primeras Normas de Castellón, el uso de s en el sufijo -isar y derivados: organisar, castellanisació, normalisat, manteniendo el uso de tz sólo en ciertas palabras en que es pronunciado y por tanto no constituye un dígrafo (dotze, setze, l'Atzúvia); frente a organitzar, castellanització, normalitzat, según la normativa oficial de la Academia Valenciana de la Lengua.
- Ciertas palabras con s sorda, representada con ss en las Normas de Castellón, se representan con ç o c en las Normas de El Puig: en palabras como engatuçar, escabuçó, o los sufijos -aç, -iç, -uç (grandaç, manaça, canyiç, pobruç, gentuça, menjuça, pastiç, hortaliça).

- Las Normas de El Puig eliminan los clásicos dígrafos l·l, tl, tll, tm y tn, así como el grupo de letras -mpt-. Así, se escribe sílaba, aquarela, alicient, guala, mole, billet, semana, cona, conte, redenció, en lugar de síl·laba, aquarel·la, al·licient, guatla (o guatlla), motle (o motlle), bitllet, setmana, cotna, compte, redempció según las Normas de Castellón.

- Simplificación, en las Normas de El Puig, de la representación gráfica del sonido palatal africado sonoro /dʒ/, grafiado siempre como g o j, eliminando por tanto los dígrafos clásicos tg, tj de las Normas de Castellón (como en metge, platja), que en la mayoría de hablas valencianas se pronuncian igual que las g, j simples (como en veges, pujar):

- Normas de El Puig: veges, pujar, majestat, orige, marge, franja, jove, gerani, pero también mege, plaja, formage, desijar.
- Normas de Castellón: veges, pujar, majestat, origen, marge, franja, jove, gerani, pero metge, platja, formatge, desitjar.

### El apóstrofo
El apóstrofo se aplica a los pronombres débiles delante o detrás de un verbo, los artículos definidos y la preposición de cuando la siguiente palabra comience (en los pronombres también cuando acabe) por vocal o hache. La principal diferencia respecto a la AVL es que esta incorpora la excepción de no apostrofar la delante de palabra femenina que comience por i, u átona; lo cual es considerado como un añadido según las Normas de El Puig, que también apostrofa en ese caso: l'indústria, l'humanitat, l’universitat.

### La acentuación
Después de la reforma de julio de 2003, las reglas de acentuación gráfica son iguales en ambas ortografías, salvo las palabras agudas acabadas en -in (como roïn), que no se acentúan en Normas de El Puig, y los acentos diacríticos, presentándose más casos de acentuación diacrítica en las Normas de El Puig, así como ciertas diferencias (como dòna/dona, còbra/cobra, dèu/Deu). Los pronombres interrogativos y exclamativos también se acentúan en las cuestiones y exclamaciones: qué, cóm, a ón, per qué, quàn, quànt. Además, las Normas de El Puig mantienen los dos signos de interrogación y exclamación (¿...? ¡...!). 
En cuanto a la diferenciación gráfica entre vocales abiertas y cerradas, las Normas de El Puig siguen estrictamente el sistema vocálico del valenciano, acentuando de forma cerrada, no sólo palabras como café, séquia, francés, depén, pésol, que algunos usuarios de las Normas de Castellón acentúan de forma abierta (cafè, sèquia, francès, depèn, pèsol) siguiendo el vocalismo del catalán oriental, sino también palabras como Valéncia, qué, série o época.

## Doctrina gramatical asociada a las Normas de El Puig
La ortografía de las Normas de El Puig ha generado de forma paralela una doctrina morfológica, gramatical y léxica que prioriza por completo las formas tradicionales valencianas, especialmente las del valenciano del siglo XIX. En ella, se rechazan formas que sus promotores consideran extrañas a la lingüística valenciana pero popularizadas recientemente por la enseñanza y los medios de comunicación, rechazando rellotge (para rellonge, castellano reloj), ametla (para armela, castellano almendra), gaudir (para gojar, castellano disfrutar, gozar), col.legi (para colege, castellano colegio); o difundidas gracias a la pérdida de la correspondiente palabra valenciana, por castellanización, rechazando: vaga (para folga, castellano huelga), esquirol (para farda, castellano ardilla), dofí (para galfí, castellano delfín), gripau (para renoc, castellano sapo), tardor  (para primavera d'hivern, castellano otoño), etc.
En otros casos, se propugna el uso exclusivo de variantes como servici, defendre, huit, dèsset, díhuit, hui, etc. que ya existían en la época clásica, desechando otras que cayeron en desuso y han sido vueltas a popularizar recientemente, ya que son las que ha mantenido vivas el catalán central. También, se usan exclusivamente los plurales tradicionales hòmens, jóvens, màrgens, ràvens, boscs, gusts, texts, etc. (que son también normativos en la normativa de la AVL, junto a las formas del catalán oriental homes, joves, raves, boscos, gustos, textos, hoy preferidas por el estándar compartido del Instituto de Estudios Catalanes).
La Academia Valenciana de la Lengua, mediante la publicación en 2006 de la Gramàtica Normativa Valenciana y el Diccionari Ortogràfic i de Pronunciació del Valencià, no ha aceptado ninguna de las variantes ortográficas de las Normas de El Puig, pero sí ha aceptado progresivamente algunos de sus usos gramaticales y léxicos, dando incluso preferencia a algunos de ellos (como el uso de este, eixe frente a aquest, aqueix, vacacions frente a vacances, o mitat frente a meitat), e incluso ha aceptado las formas bellea, pobrea, riquea, etc. (ya existentes en la lengua clásica, pero no aceptadas hasta ahora por la normativa oficial) junto a bellesa, pobresa, riquesa, o el uso de la variación masculino-femenino en el sufijo -iste/-ista. Estas "concesiones" han movido a algunos sectores culturales y del profesorado, partidarios de la unidad de la lengua, a acusar a la Academia Valenciana de la Lengua de "promover la disgregación de la lengua".

### El artículo
Los artículos valencianos funcionan como actualizadores y tienen la siguiente forma: 
| ARTÍCULOS | Definido          | Indefinido |
| --------- | ----------------- | ---------- |
| Masculino | el, lo / els, los | un / uns   |
| Femenino  | la / les          | una / unes |
| Neutro    | lo                |            |

- El artículo masculino el es la forma general del valenciano: el dia ('el día'), el fardacho ('el lagarto'). Además se mantiene la forma lo que es una forma clásica que solo ha permanecido ampliamente usada en la zona más septentrional de la Comunidad Valenciana. En el valenciano general el artículo lo ha permanecido vivo en algunos casos usado detrás de las preposiciones en, per, y los adverbios tot, dins y damunt: en lo camp, en lo llit, tot lo món. La RACV, como la AVL, reconocen su tradición y uso, aunque la RACV recomienda que se potencie su uso detrás de preposición en aquellos casos donde se ha mantenido.[20]

- En los artículos, las Normas de la RACV tienen una particularidad que la AVL no contempla: el lo neutro. Ambas lo reconocen como una forma clásica y actual del valenciano cuyo uso es muy habitual. La RACV mantiene el uso del lo neutro y lo considera correcto en todos los registros: Lo millor és que hages vingut. Lo més bo es la bajoqueta. He trobat lo que buscava. Además, si no se empleara se generaría confusión: lo bo (lo bueno, algo bueno), el bo (el bueno, alguien bueno).[21] La AVL, en cambio, reproduce la indistinción propia de la lengua clásica en el presente, donde lo blanc podía significar tanto el blanco como lo blanco. Desde que el artículo masculino definido el reemplazara a lo en la mayoría de los casos, considera la distinción entre el valor masculino definido y el neutro como un castellanismo, usando generalmente solo el: el blanc ('el blanco', el color o alguien blanco), el blanc ('lo blanco', algo blanco). Además, recomienda en su lugar otras fórmulas propias del valenciano, como los demostrativos, cuando se requiera desambiguación (el que va passar vs. allò que va passar). No obstante, admite el uso del lo neutro a nivel coloquial.[22]

### Los demostrativos
Los determinates demostrativos tienen la función de señalar la posición del objeto respecto al hablante. Presentan la siguiente forma:
| Demostrativos      | Cerca     | Distancia media | Lejos    |
| ------------------ | --------- | --------------- | -------- |
| Masculino singular | este, est | eixe, eix       | aquell   |
| Femenino singular  | esta      | eixa            | aquella  |
| Masculino plural   | estos     | eixos           | aquells  |
| Femenino plural    | estes     | eixes           | aquelles |
| Neutro             | açò       | això            | allò     |

- No se aceptan las formas aquest ('este') y aqueix ('ese') por considerarlas formas arcaicas paralelas sin presencia en el valenciano, las cuales la normativa de la AVL también incluye. No obstante, ambas normativas prefieren este y eixe.

- Se permiten las variaciones est y eix cuando la palabra que les sigue empieza por vocal o h y recomendadas si la palabra empieza por una e o una vocal tónica reflejando su pronunciación habitual: est estui ('este verano'), eix home ('ese hombre'), est atre chic ('este otro chico').[23]

### Los posesivos
Los determinantes posesivos indican la relación de pertenencia del objeto designado. Los posesivos tónicos, para uso general, según las Normas de la RACV es: 
| Persona     | Masculino singular | Femenino singular | Masculino plural | Femenino plural |
| ----------- | ------------------ | ----------------- | ---------------- | --------------- |
| 1º singular | meu                | meua              | meus             | meues           |
| 2º singular | teu                | teua              | teus             | teues           |
| 3º singular | seu                | seua              | seus             | seues           |
| 1º plural   | nostre             | nostra            | nostres          | nostres         |
| 2º plural   | vostre             | vostra            | vostres          | vostres         |
| 3º plural   | seu                | seua              | seus             | seues           |

También existen los posesivos átonos, usados para parentesco, las palabras casa y vida, algunos títulos honoríficos y refranes:
| Persona     | Masculino singular | Femenino singular | Masculino plural | Femenino plural |
| ----------- | ------------------ | ----------------- | ---------------- | --------------- |
| 1º singular | mon                | ma                | mos              | mes             |
| 2º singular | ton                | ta                | tos              | tes             |
| 3º singular | son                | sa                | sos              | ses             |
| 1º plural   | nostre             | nostra            | nostres          | nostres         |
| 2º plural   | vostre             | vostra            | vostres          | vostres         |
| 3º plural   | son                | sa                | sos              | ses             |

A diferencia de las Normas de la AVL, según las Normas de la RACV:
- La RACV admite también los posesivos átonos para más de un poseedor de las personas del plural: sos tios ('sus tíos', de ellos), nostra casa ('nuestra casa'); mientras que la AVL solo admite los posesivos átonos en las personas del singular, aunque reconoce la existencia de su uso en el plural.[24]

- No se acepta la posibilidad de formar el femenino de los posesivos tónicos con -v-, sino que siempre se forman con -u-: (la) meua, teua, seua, etc. No obstante, la AVL los considera foráneos de la Comunidad Valenciana.

- No se incluye el posesivo formal para la tercera persona llur(s) por considerarse arcaico.

### Los numerales
Los numerales expresan cálculo numérico y pueden ser cardinales y ordinales (con variación de género y número). Las Normas de El Puig (RACV) divergen de las Normas de Castellón (AVL) en:
- El numeral cardinal '1' (no el indefinido) solo se escribe como u sin añadir además la posibilidad de u/un.

- El numeral cardinal '2' dos se considera invariable y no se acepta la variación en femenino dos/dues.

- Solo se acepta huit '8', díhuit '18' junto a sus derivados, y no acepta las formas vuit y dívuit.

- Preferencia de la forma dèneu frente a dènou para el numeral cardinal '19', reflejando mejor la pronunciación mayoritaria valenciana.

- Escritura del numeral cardinal sesenta como xixanta y de un millón como milló, en lugar de seixanta y milió.

- En los ordinales, el femenino de segon ('segundo') incluye dos formas, sin a: segon tirada, segon volta que es la más habitual; y con a final: segona part.

- Según la RACV, los ordinales a partir del cinco se construyen siguiendo su forma latina (quint, sext, etc.). Las construcciones de estos ordinales añadiendo una é final al nombre del número (cinqué, sisé, etc.) se consideran arcaísmos paralelos. Aunque la AVL admite las formas latinas del ordinal, prefiere de manera general las formas añadiendo una é al cardinal.[26]

|     | Ordinales de la RACV         | Ordinales preferidos por la AVL                      |
| --- | ---------------------------- | ---------------------------------------------------- |
| 1º  | primer, primera              | primer, primera                                      |
| 2º  | segon(a)                     | segon, segona                                        |
| 3º  | tercer, tercera              | tercer tercera                                       |
| 4º  | quart, quarta                | quart, quarta                                        |
| 5º  | quint, quinta                | quint, quinta (forma secundaria: cinqué, cinquena)   |
| 6º  | sext, sexta                  | sext, sexta (forma secundaria: sisé, sisena)         |
| 7º  | sèptim, sèptima              | sèptim, sèptima (forma secundaria: seté, setena)     |
| 8º  | octau, octava                | octau, octava (forma secundaria: huité, huitena)     |
| 9º  | nové, novena                 | nové, novena                                         |
| 10º | dècim, dècima                | dècim, dècima (forma secundaria: desé, desena)       |
| 11º | undècim, undècima            | onzé, onzena                                         |
| 12º | duodècim, duodècima          | dotzé, dotzena                                       |
| 13º | dècim tercer, dècima tercera | tretzé, tretzena                                     |
| 20º | vigèsim, vigèsima            | vinté, vintena (forma secundaria: vigèsim, vigèsima) |

### Pronombres personales
Según las Normas de la RACV, en valenciano hay dos tipos de pronombres personales, los pronombres personales fuertes que pueden actuar como sujeto y los pronombres personales débiles que siempre acompañan al verbo. Los pronombres personales fuertes tienen la siguiente forma:
| Pronombres personales fuertes | Pronombres personales fuertes |
| PERSONA                       | SUJETO                        |
| ----------------------------- | ----------------------------- |
| 1.º pers.                     | yo                            |
| 2.º pers.                     | tu, vosté                     |
| 3.º pers.                     | ell/ella                      |
| 1.º pers. pl.                 | nosatros                      |
| 2.º pers. pl.                 | vosatros, vostés              |
| 3.º pers. pl.                 | ells/elles                    |

En los pronombres, la RACV incorpora a diferencia de la AVL (entre otros): 
- Uso de nosatros ('nosotros') y vosatros ('vosotros') como las formas estándar generales cuya presencia también se registra en la lengua antigua.
Para la primera persona del plural se reconocen tres posibilidades: nosatres (o en segunda persona vosatres) para el contexto formal y literario; nosatros como forma estándar y mosatros como forma coloquial. En la lengua oral nosatros está presente en algunos dialectos, aunque la forma más utilizada en la Comunidad Valenciana es mosatros. Lo mismo se aplica a los pronombres débiles nos y mos. Las formas de la AVL nosaltres y vosaltres, junto a nosaltros y vosaltros, son consideradas variantes arcaicas.

- Uso general de vosté ('usted') y vostés ('ustedes') en lugar de vós, el cual la RACV considera arcaico y solo se usa en contextos religiosos, en referencia a personas con alto estatus o reproducir las formalidades de la lengua arcaica.

- Uso habitual del pronombre mateixa ('mismo') invariable en femenino singular, cuando es usado como pronombre y no como adjetivo, incluso cuando el objeto es masculino o plural: Ell mateixa, Ells mateixa, ('Él mismo', 'Ellos mismos').

- La RACV admite tot lo món / tot el món ('todo el mundo'), al igual que la AVL. No obstante, la AVL añade tothom i el impersonal hom, los cuales la RACV considera arcaicos.

- Igualmente, la RACV recoge cada u ('cada uno') como la forma general del valenciano; mientras que la AVL prefiere cadascú.

- Los pronombres personales débiles delante del verbo presentan dos formas, la principal empezando por consonante me, te, se o ne, también siendo posible invertirlos y comenzarlos por vocal: me caic / em caic ('me caigo'). La AVL da preferencia a la forma inversa, si bien reconoce la otra como forma clásica y viva en muchas comarcas.

- Uso del pronombre débil nos (o mos) ('nos') en situaciones donde la AVL solo permite ens/'ns. De hecho, la RACV considera ens/'ns como formas arcaicas paralelas y extrañas en el valenciano actual.

- La RACV solo admite vos ('os') como pronombre débil para la segunda persona del plural. La AVL también prefiere vos, pero acepta la alternancia vos / us.

- El pronombre adverbial hi es una forma obsoleta que no se incluye en el estándar de la RACV. Solo se encuentra como impersonal acompañando al verbo haver ('haber') y ocasionalmente puede acompañar al verbo vore ('ver').

- Uso del pronombre y adjetivo atre ('otro') como la forma clásica y actual del valenciano. La AVL solo acepta la escritura de altre pero admite su pronunciación sin la ele como atre.

### El verbo
Los verbos en valenciano constituyen el núcleo de la oración. Se dividen en tres conjugaciones, la primera conjugación acabada en -ar: donar ('dar'), parlar ('hablar'); la segunda conjugación acabada en -er, -re, -r: témer ('temer'), defendre ('defender'); la tercera conjugación acabada en -ir: sentir, dormir. La AVL ha incluido bastantes particularidades verbales valencianas en su estándar. Sin embargo, la RACV va más allá e incluye (entre otros):  
- Uso exclusivo de la flexión verbal valenciana más tradicional, excepto deformaciones recientes como los gerundios en -guent (correguent, escriguent) que son considerados incorrectos, y rechazando formas que tuvieron cierta vitalidad en valenciano antiguo y modernamente extintos, como tenir (tindre), venir (vindre) o veure (vore) o los pretéritos imperfectos de subjuntivo en -às, -és, -ís.

- Uso de la x (pronunciada /ʃ/) seguida de consonante, reflejando su pronunciación habitual, utilizada en los diversos tiempos verbales como el infinitivo, participio, presente, pasado, subjuntivo e imperativo: peixcar ('pescar'), creixcut ('crecido'), consumixc ('consumo'), naixquí ('nací'), (que tu) ixques ('salgas'), vixca ('viva'). Por su parte, la normativa de la AVL utiliza la s en vez de x como en pescar, consumisc o visca. No obstante, la AVL reconoce la tradición de la escritura de la x y admite la pronunciación de dicha s como /ʃ/.

- Mantenimiento invariable de la raíz en la conjugación de algunos verbos como nàixer ('nacer') o créixer ('crecer') como en naixcut ('nacido'), o (que ell) creixca ('crezca'); en lugar de la variación eliminando la i (además del cambio de la x por s) como hace la normativa de la AVL: nascut, (que ell) cresca.

- En la segunda y tercera conjugación, la primera y segunda persona del plural en subjuntivo e imperativo se forman frecuentemente con a como: (que vosatros) digau ('digáis'), vingau ('venid'); en lugar de preferentemente con e como indican la normativa de la AVL: digueu, vingueu.

- La RACV solo acepta los morfemas -ix-, -ix para la conjugación de los verbos incoativos de la tercera conjugación como en produïxen ('producen'), (que ells) construïxquen ('construyan') o (ell) consumix ('consume'). La normativa de la AVL los forma utilizando -eix-, -eix, -is- como en: produeixen, consumeix, construisquen. No obstante, la AVL también acepta -ix-, -ix como la RACV, siempre que no vayan seguidos de consonante, como ocurre en (ell) consumix.

- Los verbos valencianos no agregan una a delante de su raíz: conseguir, lliberar, baixar, nomenar ('conseguir, liberar, bajar, nombrar'); frente a las formas que prefiere la AVL como aconseguir, alliberar, abaixar, anomenar.

- Recomendación de las formas del pretérito sin y (ni i) como en fea (fer) ('hacía (hacer)').

- Preferencia de las formas vares, vàrem, vàreu, varen en el pasado perifrástico sobre sus homólogos vas, vam, vau, van. Además, se promueve la conservación del pretérito perfecto simple.

### El adverbio
Los adverbios son una categoría gramatical heterogénea que suele actuar en la acción verbal. Entre las singularidades del estándar de la RACV se encuentran:
- Uso de aixina ('así') como la forma estándar valenciana en lugar de així.

- Existe divergencia en los adverbios temporales: ans ('antes'), despuix ('después'), pronte ('pronto'), tart ('tarde'), mentres ('mientras'), en això ('entonces') etc. No obstante, ambas admiten adés ('antes'), en acabant ('después') y llavors ('entonces'). Sus homólogos de la AVL abans ('antes'), després ('después'), prompte ('pronto'), tard ('tarde'), mentre ('mientras'), aleshores ('entonces') no se admiten o no se recomiendan.

- Otros adverbios como los de lugar: avant ('adelante'), arrere ('atrás'), llunt ('lejos'); o los de cantidad: prou ('bastante'), casi ('casi'), massa ('demasiado'); son las formas aceptadas por el estándar de la RACV. Por contra, la AVL también admite o prefiere: endavant ('adelante'), enrere ('atrás'), lluny ('lejos'), bastant ('bastante'), quasi ('casi'), gaire ('demasiado').

### Las preposiciones y las conjunciones
Las preposiciones tienen la función de hacer de nexo entre los elementos de la oración y son invariables. Entre las características particulares de las Normas de El Puig están: 
- Utilización de la preposición en ('con, en') fusionando en ella los diversos usos con valor de situación, compañía, adición, temporal correspondientes en español a las preposiciones con y en, reflejando la pronunciación valenciana y su tradición: ve en son pare ('viene con su padre'), està en l'andana ('está en la buhardilla'). No se admite la palabra amb que, así escrita, carece de tradición clásica y es aliena en el valenciano actual.

- La preposición a se tiende a transformar en ad delante de un pronombre o determinante que comienza por vocal en todos los registros: ad ell ('a él'), ad això ('a eso').

- La preposición a se emplea para marcar objetos directos humanos y determinados: ajude a ma mare; m'he trobat al teu amic ('ayudo a mi madre; me he encontrado a tu amigo'). Por contra, en el estándar de la AVL se tiende a eliminar: ajude ma mare; m'he trobat el teu amic.

- La preposición per a ('para') se emplea también seguida de verbo: per a guanyar has de conseguir dotze punts ('para ganar tienes que conseguir doce puntos'). En el estándar de la AVL se prefiere usar solo per.

- Solo se admite la forma valenciana de algunas conjunciones como pero ('pero'), puix ('pues'), encara que ('aunque'); frente a las formas de la AVL però, dons, malgrat consideradas ajenas del valenciano.

## Texto comparado
Este texto se compara en tres sistemas lingüísticos occitanoromances, valenciano según la Normas de El Puig, catalán y occitano, además del francés y del español.  
| Francés                                                                         | Occitano (languedocino)                                                         | Valenciano (N. de El Puig)                                                       | Catalán                                                                        | Español                                                                               |
| ------------------------------------------------------------------------------- | ------------------------------------------------------------------------------- | -------------------------------------------------------------------------------- | ------------------------------------------------------------------------------ | ------------------------------------------------------------------------------------- |
| Hachez la viande à la machine (ou demandez au boucher de le faire).             | Picatz la carn en la maquina (o demandatz al maselièr d’o far).                 | Piqueu la carn en la màquina (o demaneu al carnisser que ho faça).               | Piqueu la carn a la màquina (o demaneu al carnisser que ho faci).              | Picad la carne en la máquina (o pedid al carnicero que lo haga).                      |
| Mélangez tous les ingrédients de la farce.                                      | Mesclatz tots los ingredients del fars.                                         | Mescleu tots els ingredients del farcit.                                         | Barregeu tots els ingredients del farciment.                                   | Mezclad todos los ingredientes del relleno.                                           |
| Étendez le lièvre sur un bon morceau de gaze (on peut en acheter en pharmacie). | Espandissètz la lèbre sus un bon bocin de gasa (se pòt crompar en la farmacia). | Estengau la llebre damunt d'un bon tros de gasa (se pot comprar en la farmàcia). | Esteneu la llebre damunt d'un bon tros de gasa (es pot comprar a la farmàcia). | Extended la liebre encima de un buen trozo de gasa (se puede comprar en la farmacia). |
| Répartissez la farce à l'intérieur de l’animal, enroulez-le dans la gaze.       | Repartissètz lo fars dintre l'animal, rotlatz lo dins la gasa.                  | Repartiu el farcit dins de l'animal, enrolleu-lo en la gasa.                     | Repartiu el farciment dins l'animal, enrotlleu-lo dins la gasa.                | Repartid el relleno dentro del animal, enrolladlo en la gasa.                         |
| Ficelez sans trop serrer. Faites rôtir les ingrédients au four.                 | Ficelatz sensa sarrat tròp. Fasètz rostir los ingredients dins lo forn.         | Lligau-lo no massa fort. Feu rostir els ingredients dins del forn.               | Lligueu-lo no gaire fort. Feu rostir els ingredients dins el forn.             | Atadlo no demasiado fuerte. Haced rostir los ingredientes dentro del horno.           |